# طاقة الرياح في إيران
طاقة الرياح في إيران يعتمد نظام الطاقة في إيران بشكل أساسي على الوقود الأحفوري. ومع ذلك، اتخذت البلاد خطوات لتقليل اعتمادها على الوقود الأحفوري من خلال الاستثمار في طاقة الرياح. في عام 2004، أنتجت إيران 25 ميجاوات فقط من طاقة الرياح، و32 ميجاوات في عام 2005، و45 ميجاوات في عام 2006. وبحلول عام 2009، بلغ إجمالي قدرة طاقة الرياح 130 ميجاوات. كان هذا نتيجة لإنتاج حقول الرياح الأكبر حجمًا في المناطق الساحلية والرياح في إيران، مثل منجيل (محافظة غيلان) وبينالود (محافظة خراسان الرضوية). وفي عام 2021، نمت القدرة الإجمالية لطاقة الرياح البرية في إيران بنسبة 0.6%.

وبحلول عام 2021، بلغ إجمالي الطاقة المنتجة من مزارع الرياح 310 ميجاوات في إيران. في مارس 2023، تم تشغيل حقل الرياح "ميل نادر" بقدرة 50 ميجاوات في محافظة سيستان وبلوشستان.

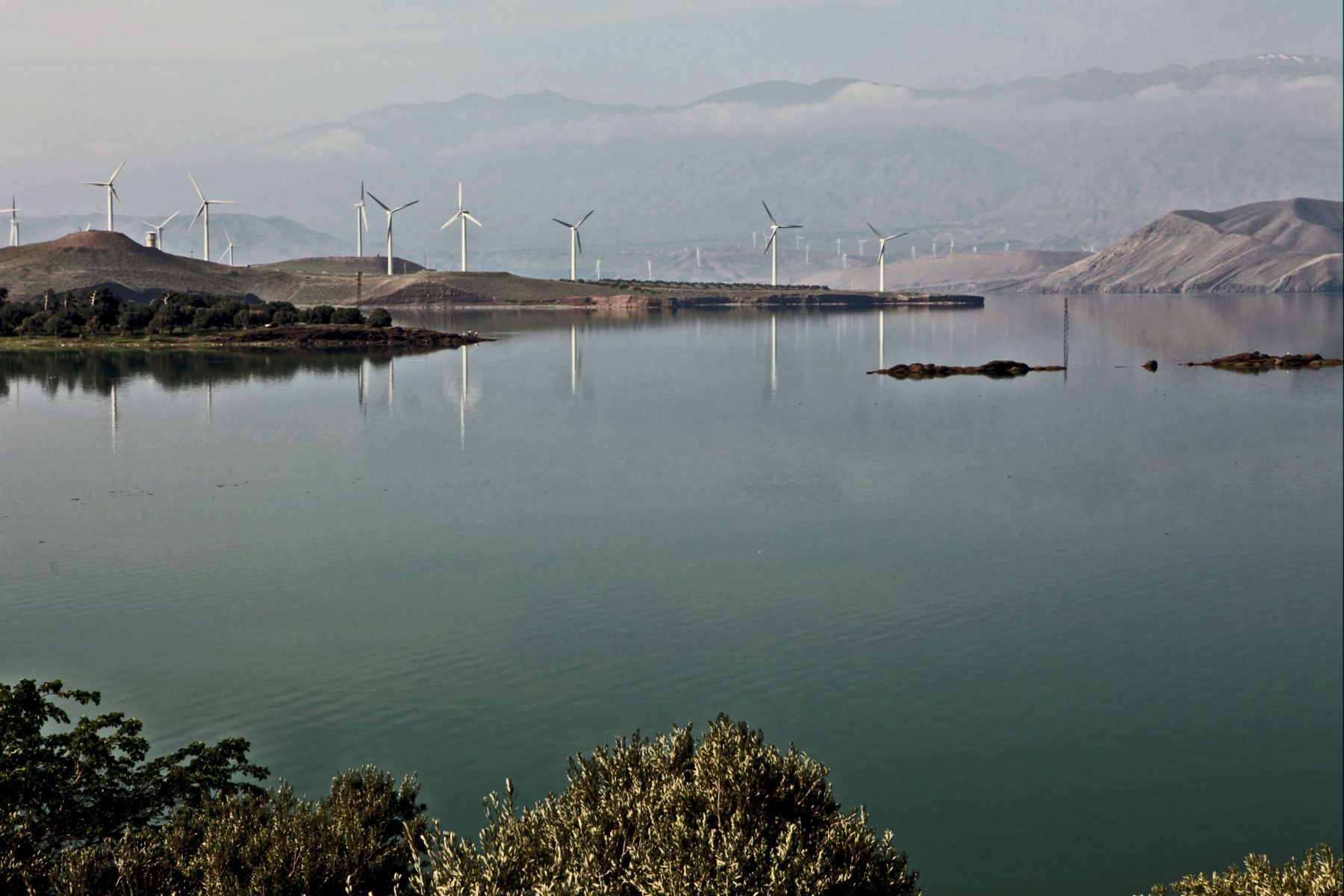
إحدى مزارع الطاقة الهوائية في إيران بالقرب من مدينة مانجيل

## نظرة عامة على الطاقة المتجددة داخل إيران
تُعدّ إيران غنية بالموارد الهيدروكربونية، لكنها تسعى لتنويع مصادر الطاقة من خلال مشاريع نووية وطاقة متجددة. بهدف التقليل من تلوث الهواء وتجنب تبعات تقلبات أسعار النفط وأيضًا الالتزامات المناخية بموجب اتفاقية باريس وذلك بزيادة قدرة الطاقة المتجددة إلى 5000 ميغاواط بحلول عام 2017 ومنه خفض انبعاثات غازات الاحتباس الحراري بنسبة 12٪ بحلول عام 2030.

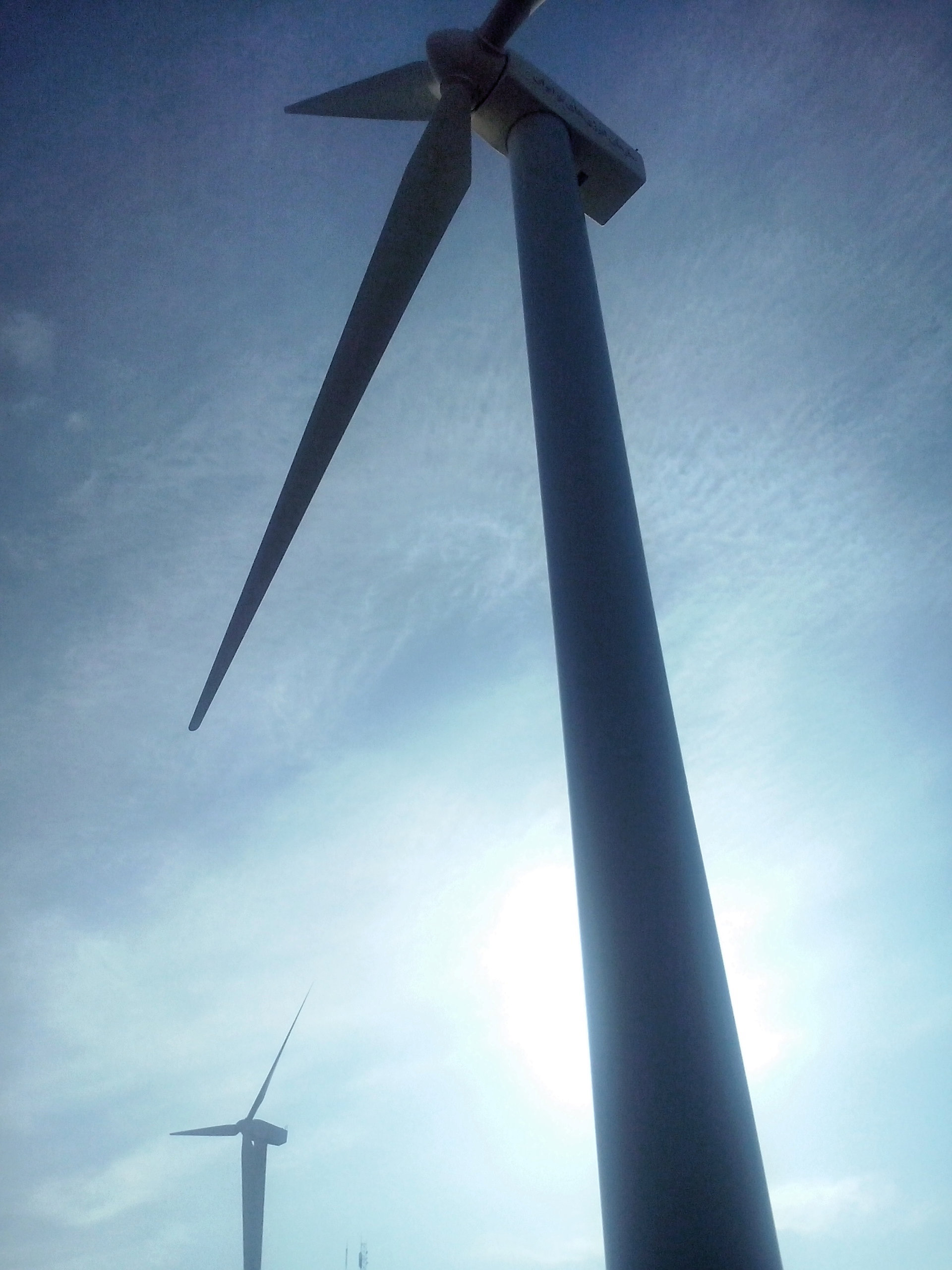
إحدى محطات طاقة الرياح في مدينة تبريز

## شركة تصنيع معدات توليد الطاقة
شركة مابنا هي شركة إيرانية خاصة رائدة في مجال تصنيع معدات توليد الطاقة وتطوير مشاريع الطاقة الكهربائية. تأسست عام 1993، وتُعدّ من كبريات الشركات في الشرق الأوسط وشمال إفريقيا في هذا المجال، حيث تمتلك 41 فرعًا داخل إيران ويعمل فيها ما يقارب 15 ألف موظف. وتُعدّ مابنا نموذجًا متميزًا للقدرات العلمية والتكنولوجية الإيرانية، حيث تمكنت من تصميم وتصنيع معدات توليد الطاقة من توربينات بخارية وغازية، ومولدات كهربائية، وشبكات نقل الطاقة، وغيرها، وذلك من خلال برامج بحثية وتطويرية مكثفة وبروتوكولات تعاون مع شركات ألمانية عريقة.  قادرة على إنتاج 100 مروحة في العام أي 300 شفرة. تصنّع الشركة مولدات بطاقة 2 ميغاوات ونصف، وهي بصدد تصنيع مولدات تصل قدرة انتاجها إلى 4 ميغاوات ونصف. وكشفت الشركة نيتها التوسع خارج إيران، فهي قادرة على إعداد الدراسات لبناء محطات الطاقة بمختلف أنواعها في أي مكان حول العالم، بحيث تحتاج إلى حوالي العام لإنهاء الدراسة ومن بعدها تبدأ عملية تركيب المولدات حسب الطلب خصوصاً وان قدرة المحطات على الإنتاج تتراوح بين 5 و 370 ميغاوات.

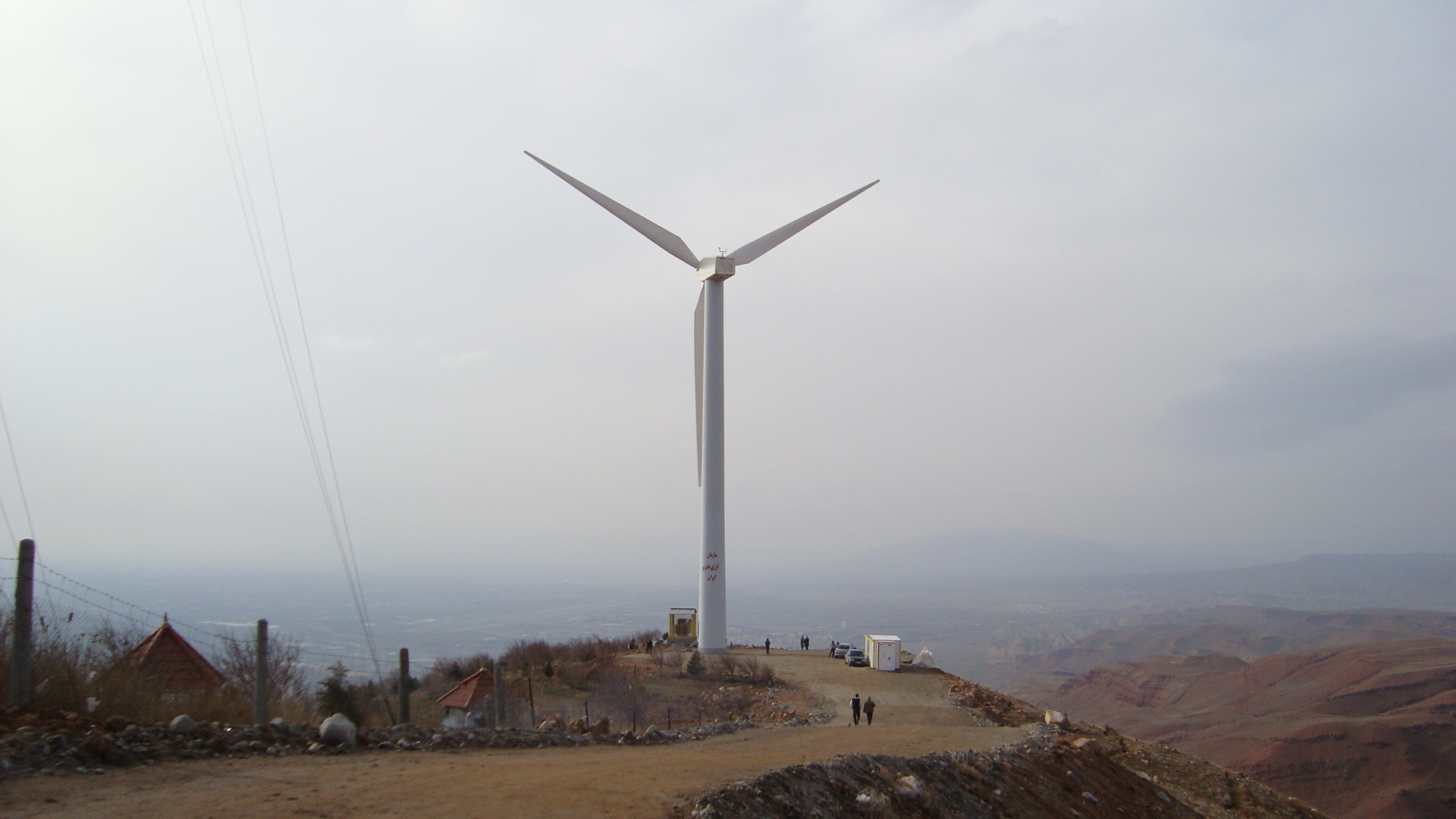
أحد توربينات الرياح في مدينة شيراز

## أهم محطات طاقة الرياح في البلاد
- منجيل: أعلن رئيس منظمة الطاقات المتجددة الإيرانية عن تدشين أكبر محطة رياح في البلاد لانتاج الكهرباء في مدينة منجيل الإيرانية وأن هذه المحطة تنتج 180 مليون كيلوواط ساعي سنوياً. ومن المقرر أن يتم تركيب التوربينات اللازمة لانتاج الكهرباء من طاقة الرياح في هذه المحطة وستنتج معدات وأجزاء بناء هذه المحطة داخل البلاد.[11]
- محطة كهك: بحضور وزير الطاقة حميد جيت جيان تم تدشين مشروع تطوير محطة رياح لتوليد الكهرباء في منطقة كهك بمحافظة قزوين شمال غرب إيران بافتتاح المشروع سترتقي الطاقة الإنتاجية للمحطة من20 إلى 55 ميغاواط، ومن المستهدف بلوغها 100 ميغاواط عبر افتتاح مشاريع تطويرية أخرى. وبلغت إجمالي الإستثمارات في مشروع تطوير محطة الرياح في كهك، 3 تريليون ريال وتضم المحطة 22 طوربيناً، بحيث تشغّل حالياً 10 طوربينات وستتصل بالشبكة 12 طوربيناً مع بداية العام الإيراني الجديد (يبدأ 21 مارس/آذار2017). وقامت مجموعة «مبنا» الصناعية الإيرانية بتمويل محطة الرياح استثمارياً ومن المستهدف تأمينها 15 بالمئة من حجم توليد الكهرباء في إيران مستقبلاً.[12] تُعتبَر محطة «كهك» أول مزرعة لتوليد الطاقة عبر الرياح في إيران وهي مشروع وطني صناعي مسجّل في إتفاقية الأمم المتحدة بشأن تغير المناخ (UNFCCC) على أنه أول مشروع من مجموعة المحطات الهوائية في إيران. كما حصلت محطة «كهك» الهوائية شهادة بيع للطاقة المنتجة عبرها كونها «لا تنتج الـ CO2» بحسب مواصفات «معاهدة كيوتو» . وقعت  الجمهورية الإسلامية عقداً لشراء الكهرباء المنتجة في «كهك» لمدة 20 سنة.[2]

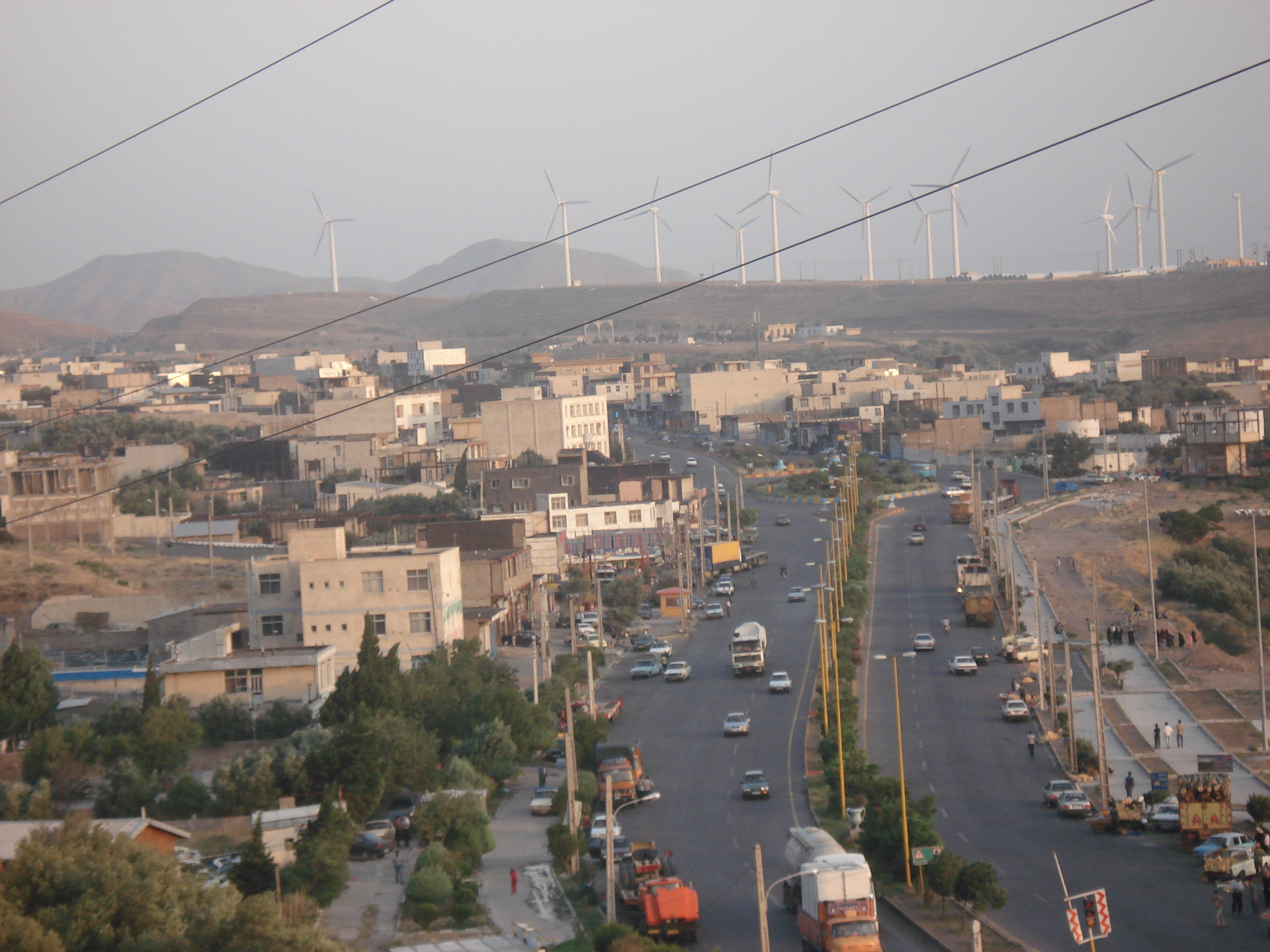
شفرات المراوح في إحدى مزارع الرياح والتي يمكن رؤيتها من وسط مدينة مانجيل الإيرانية

## مشاريع طاقة الرياح الأجنبية في إيران
- ألمانيا: عقب إبرام مذكرات تفاهم وأخذ الرخص اللازمة وكذلك تبادل عقود شراء مع وزارة الطاقة وشركة NEW  ENERGY  GMBH ، تم تدشين المرحلة الأولى من بناء أكبر محطة لطاقة الرياح في إيران بطاقة حوالي 50 ميغاواط في محافظة خرمشهر في إيران. وكانت قد بدأت مباحثات بين شركة كهرباء خوزستان وشركة  NEW  ENERGY  GMBH  الألمانية لبناء أكبر محطة لطاقة الرياح في إيران بطاقة 200 ميغاواط في منطقة «اروند» الحرة على شكل إستثمار خارجي مباشر. وقد تم هذا المشروع المهم بطاقة 50 ميغاواط عبر الاستفادة من أحدث التقنيات العالمية والعنفات الألمانية بطاقة 3.4 ميغاواط وارتفاع 130 متر.[13][14]

اما في مدينة دامغان الإيرانية فقد وافق مستثمرين من ألمانيا على إنفاق زهاء 400 مليون يورو لبناء محطة لطاقة الرياح فيها، فإن التوصل إلى إتفاق مع الغرب بشأن الملف النووي الإيراني، فتح الباب على مصراعيه لرجال الأعمال الأجانب من مختلف دول العالم للاستثمار في إيران. ويأتي قيام المستثمرين في ألمانيا من القطاع الخاص بالإستثمار في إيران نموذج لتنفيذ مذكرات تفاهم تم توقيعها قبل عامين. وحول اختيار مدينة دامغان من قبل المستثمرين يعود إلى موقعها الجغرافي، إذ تحظى ببيئة مناسبة للإستثمار في مجال بناء محطات توليد الكهرباء من طاقة الرياح، لأن سرعة الرياح فيها تتجاوز في بعض الأحيان 80 كيلومتراً في الساعة.
- كوريا الجنوبية: وقّعت الشركة الكورية الجنوبية “كَيْ تي سي” اتفاقاً بقيمة 820 مليون دولار في شهر تشرين الأول/أكتوبر من عام 2017م لبناء محطة للطاقة الشمسية وأخرى لتوليد الطاقة الريحية في إيران.[10]
- النرويج: أعلن قائمّقام مدينة هريس بمحافظة آذربايجان الشرقية في شمال غربي إيران صابر تقويمي عن بناء محطة لتوليد الطاقة الكهربائية عبر الرياح، بالتعاون مع شركة نرويجية. وأضاف تقويمي باجتماع مجلس إدارة مدينة هريس أن مشروع  المحطة يقام على أرض تبلغ مساحتها 500 هكتار وباستثمار 70 مليون دولار ودخل مرحلة التنفيذ منذ شهر، بعد أخذ التراخيص اللازمة من مؤسسة الطاقات المتجددة.[17]
- الدنمارك: في أيلول (سبتمبر) 2015م، توصلت الشركة الألمانية – الإيرانية المشتركة “جي آي أوموَلت كانسيل” إلى إتفاق مع إيران لبناء مزرعة رياح تبلغ قدرتها 48 ميغاواط في محافظة إيرانية جنوب غرب خوزستان بقيمة 46 مليون دولار. وبعد زيارة قام بها وفد من السياسيين ورجال الأعمال الدنماركيين إلى إيران في كانون الثاني (يناير) 2016م، أعلن وزير الطاقة الإيراني حميد جيت جيان أيضاً أن الدنمارك سوف تقوم ببناء منشأة توربينات للرياح في الجمهورية الإسلامية.[18]

## مشاريع إيرانية في مجال طاقة الرياح في الخارج
- ارمينيا:

أنشأت جمهورية إيران أول مزرعة لطاقة الرياح في جمهورية أرمينيا في المنطقة الشمالية لوري على طول جبال بازوم في ممر بوشكين. تبلغ طاقة مزرعة الرياح 2.64 ميجا وات. وكما هو موضح في اللافتة، فقد أكملت الشركة الإيرانية (صانير) لتصدير الأجهزة وخدمات صناعة المياه والكهرباء الإيرانية، في كانون الأول/ ديسمبر 2005 ميلادي بناء هذه المزرعة بتمويل من جمهورية إيران.
- باكستان:

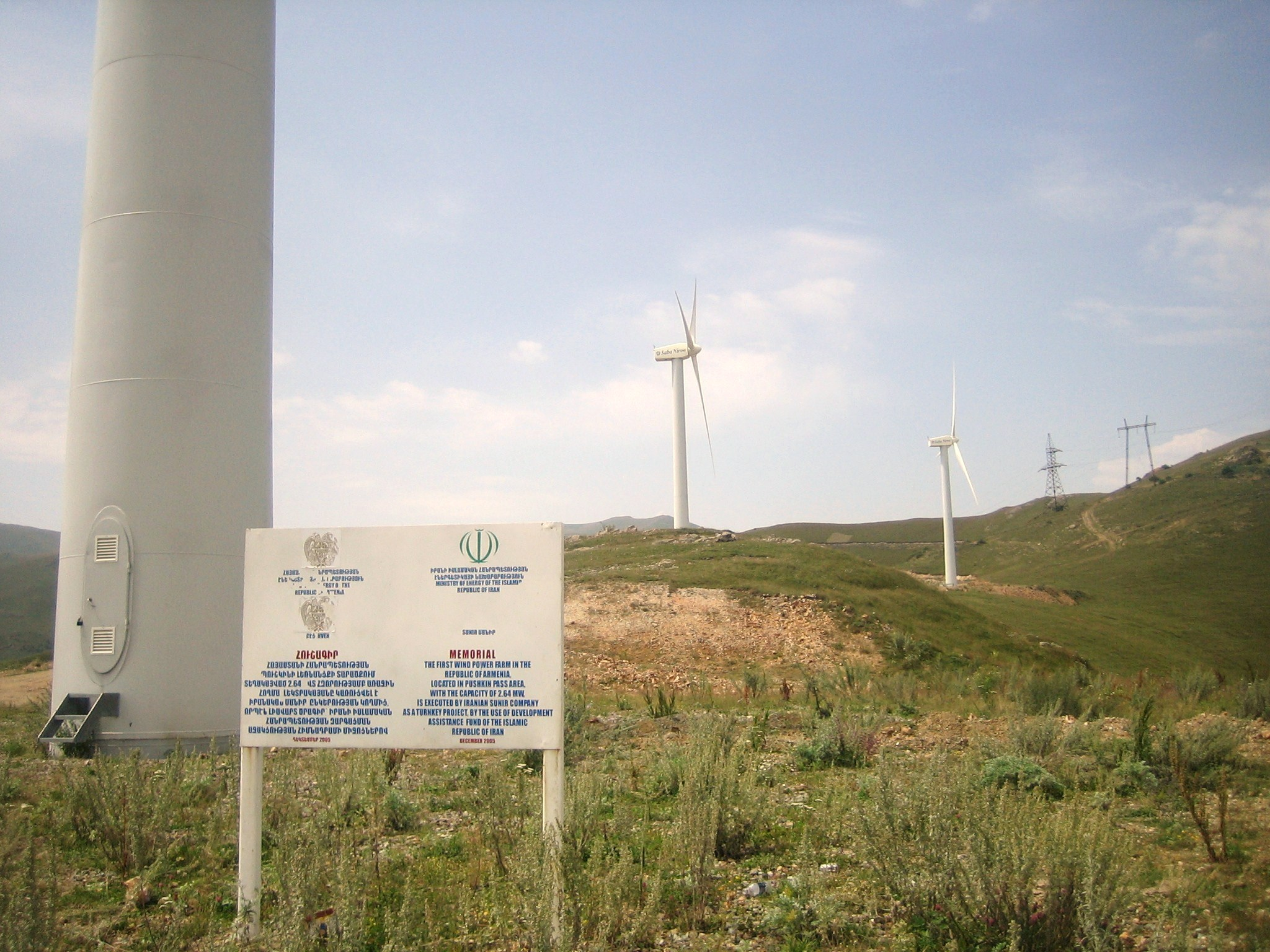
مزرعة بادى لورى في أرمينيا، والتي أُنشأت بتمويل من إيران

أعلنت شركة تصدير الأجهزة وخدمات صناعة المياه والكهرباء الإيرانية (صانير) أن مؤسسة تنظيم طاقة الكهرباء الباكستانية، وافقت على منح شركة (صانير) رخصة لبناء محطة طاقة الرياح في إقليم السند الباكستاني. وأشارت (صانير) إلى أن محطة طاقة الرياح التي تعتزم بناءها تقوم بتوليد 50 ميغاواط من الكهرباء. كما أشارت إلى أنها شريكة لشركة (بلانت) للطاقة الباكستانية وقد اسستا شركة لتأسيس مزرعة المراوح باسم (إيران باك) في مدينة كراتشي، من أجل بناء محطات لتوليد الكهرباء من طاقة الرياح. وفي الأشهر الأخيرة قامت (صانير) بتدشين المرحلة الأولى من مشروع 'شكار بور' الباكستاني لنقل خط الضغط العالي 500 كيلوواط.

## معرض الصور

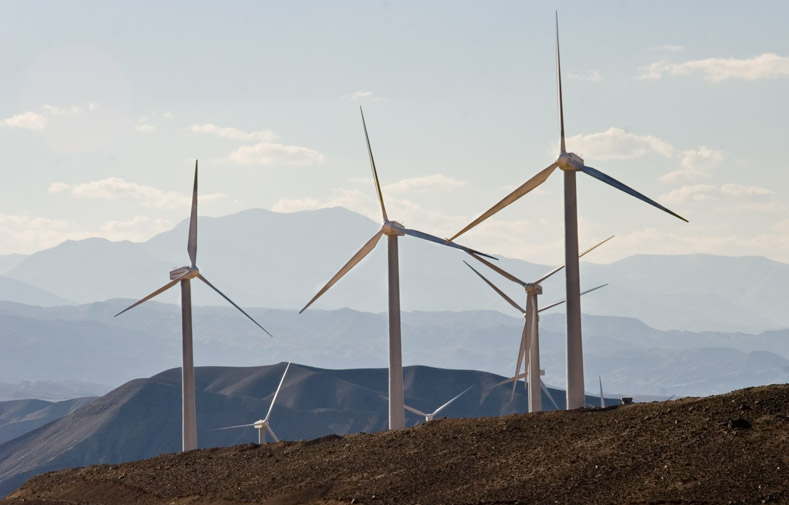
محطات الرياح في مدينة منجيل الإيرانية
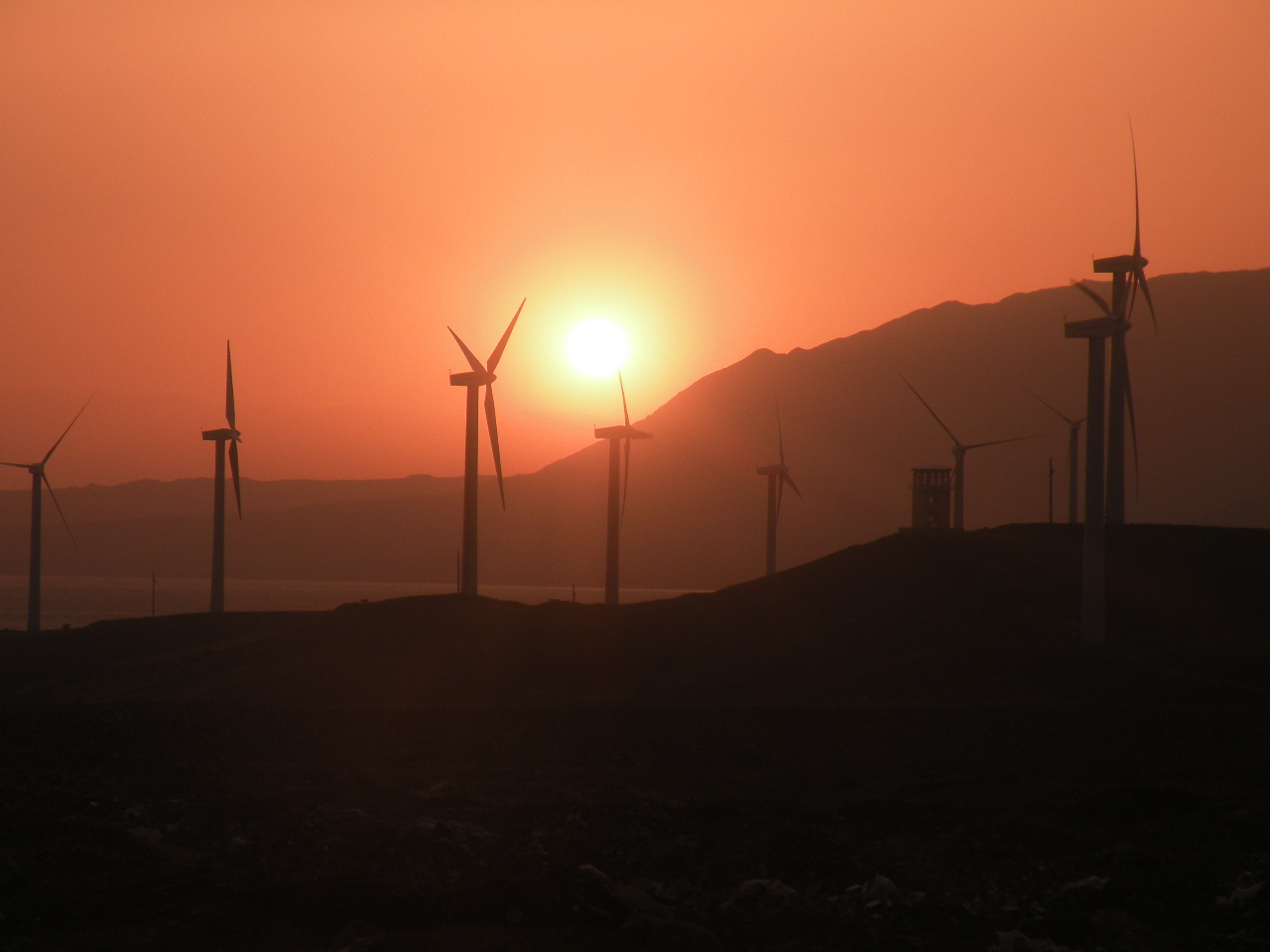
توربينات الرياح في إحدى المحطات الإيرانية
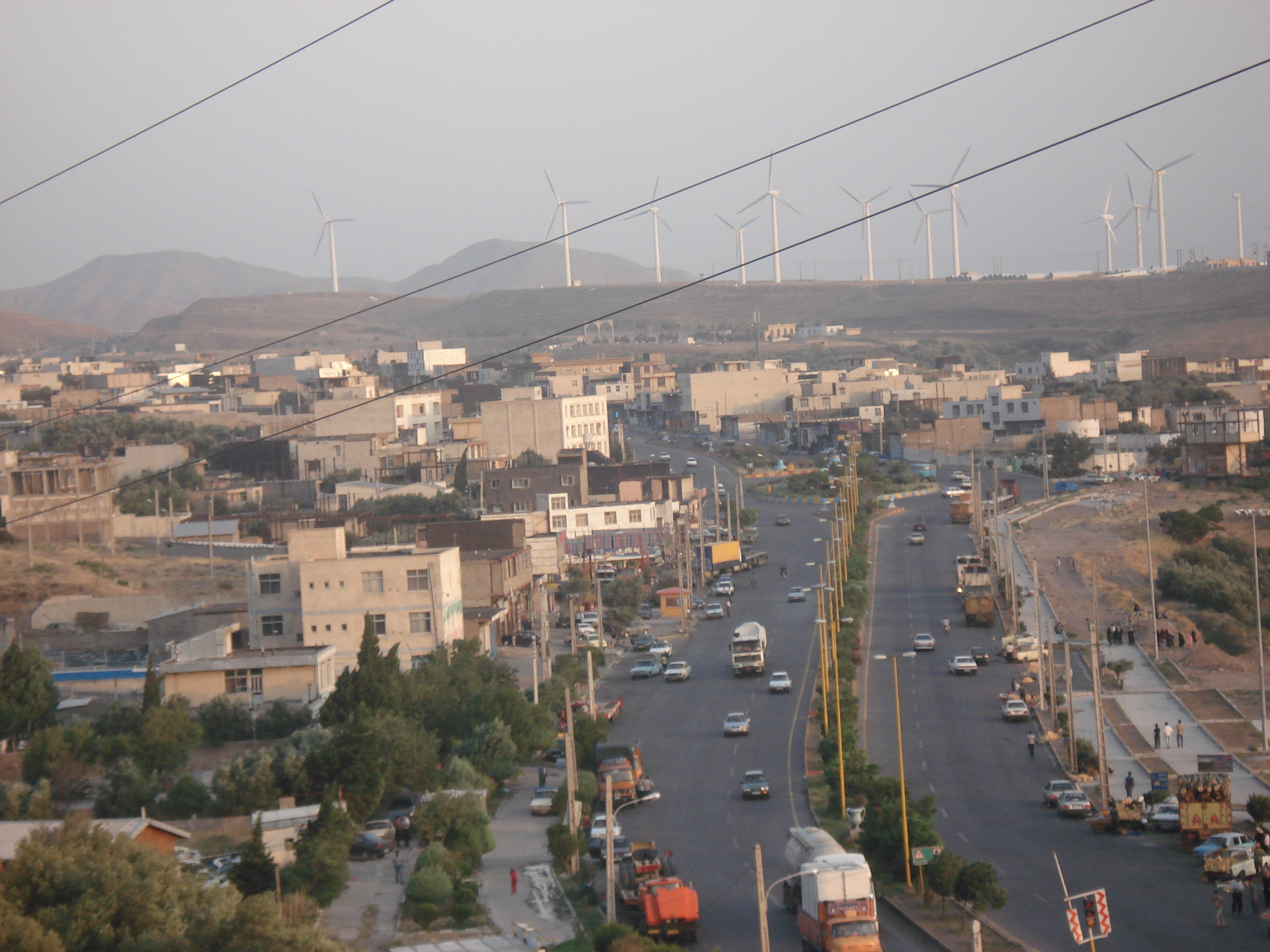
شفرات المراوح في إحدى مزارع الرياح والتي يمكن رؤيتها من وسط مدينة مانجيل الإيرانية
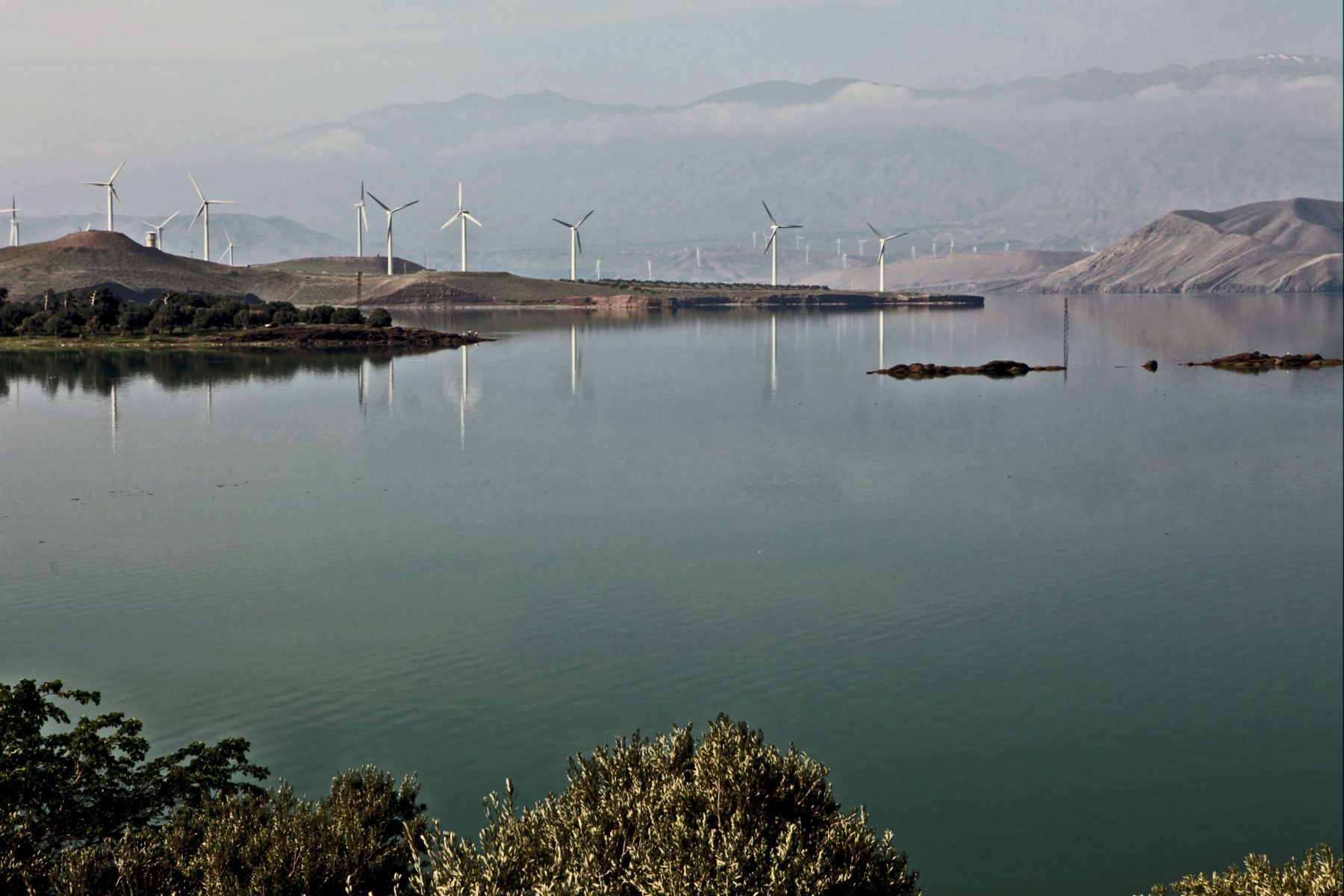
إحدى مزارع الطاقة الهوائية في إيران بالقرب من مدينة مانجيل
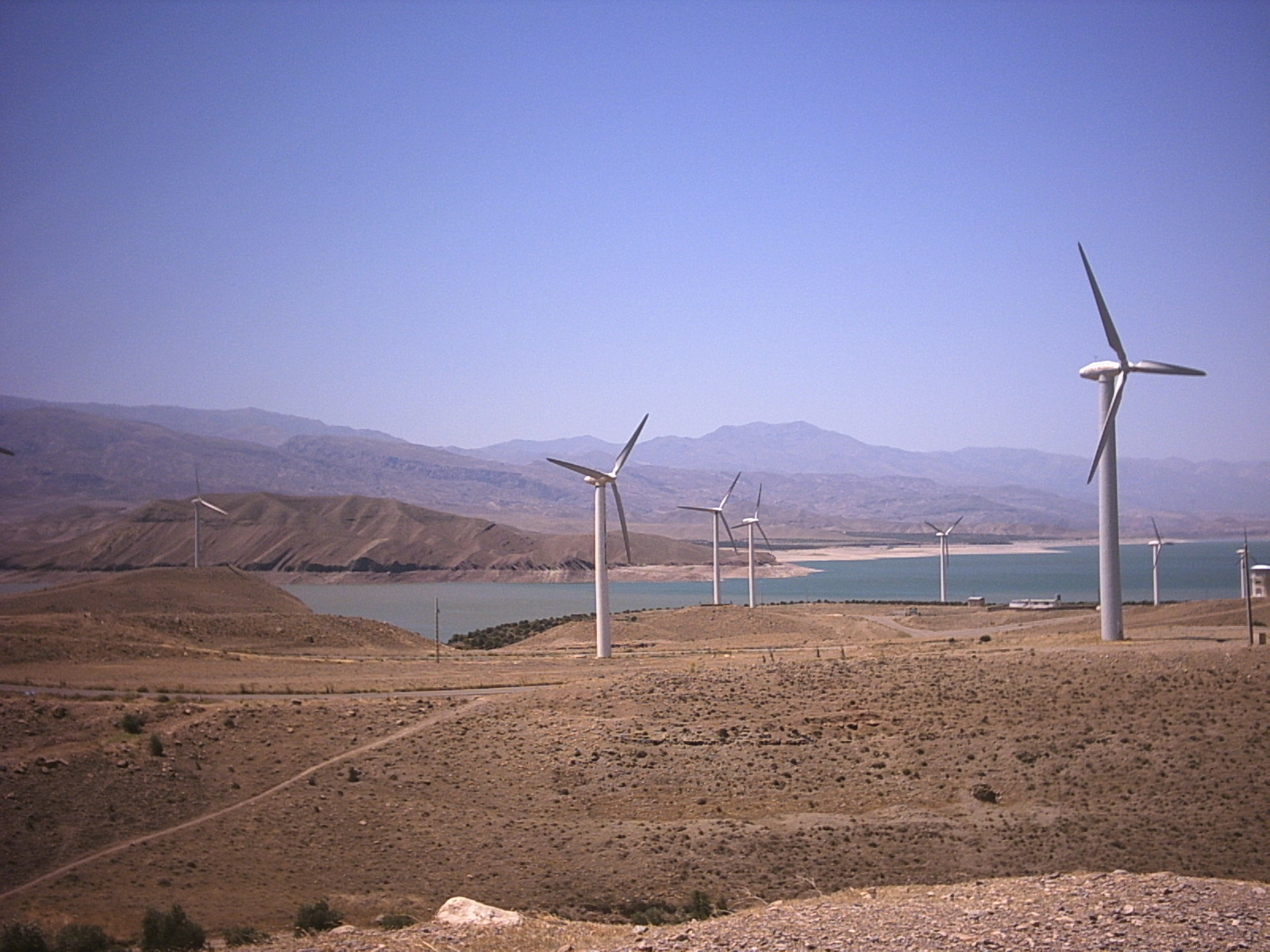
توربينات توليد الطاقة في مانجيل
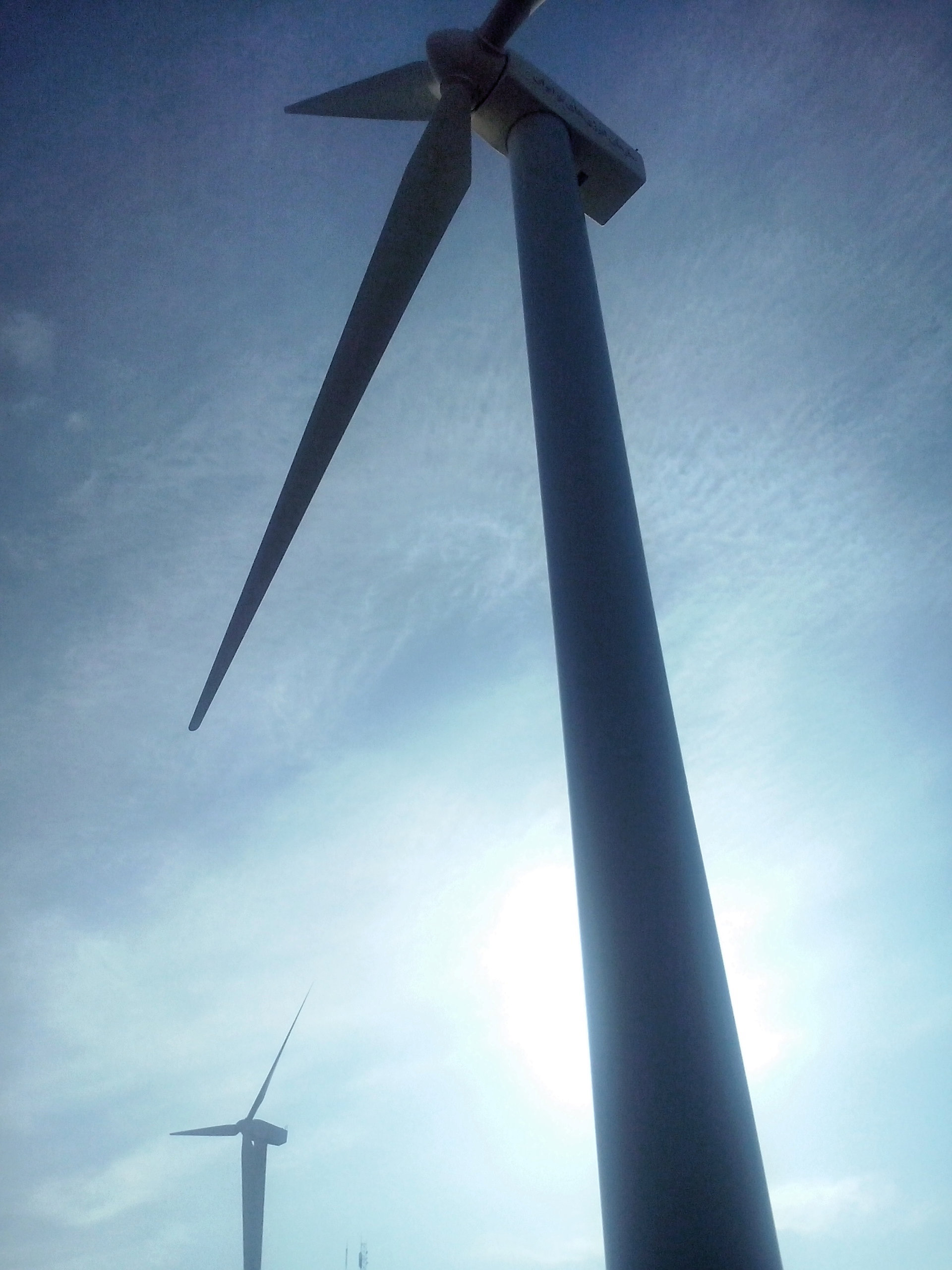
إحدى محطات طاقة الرياح في مدينة تبريز
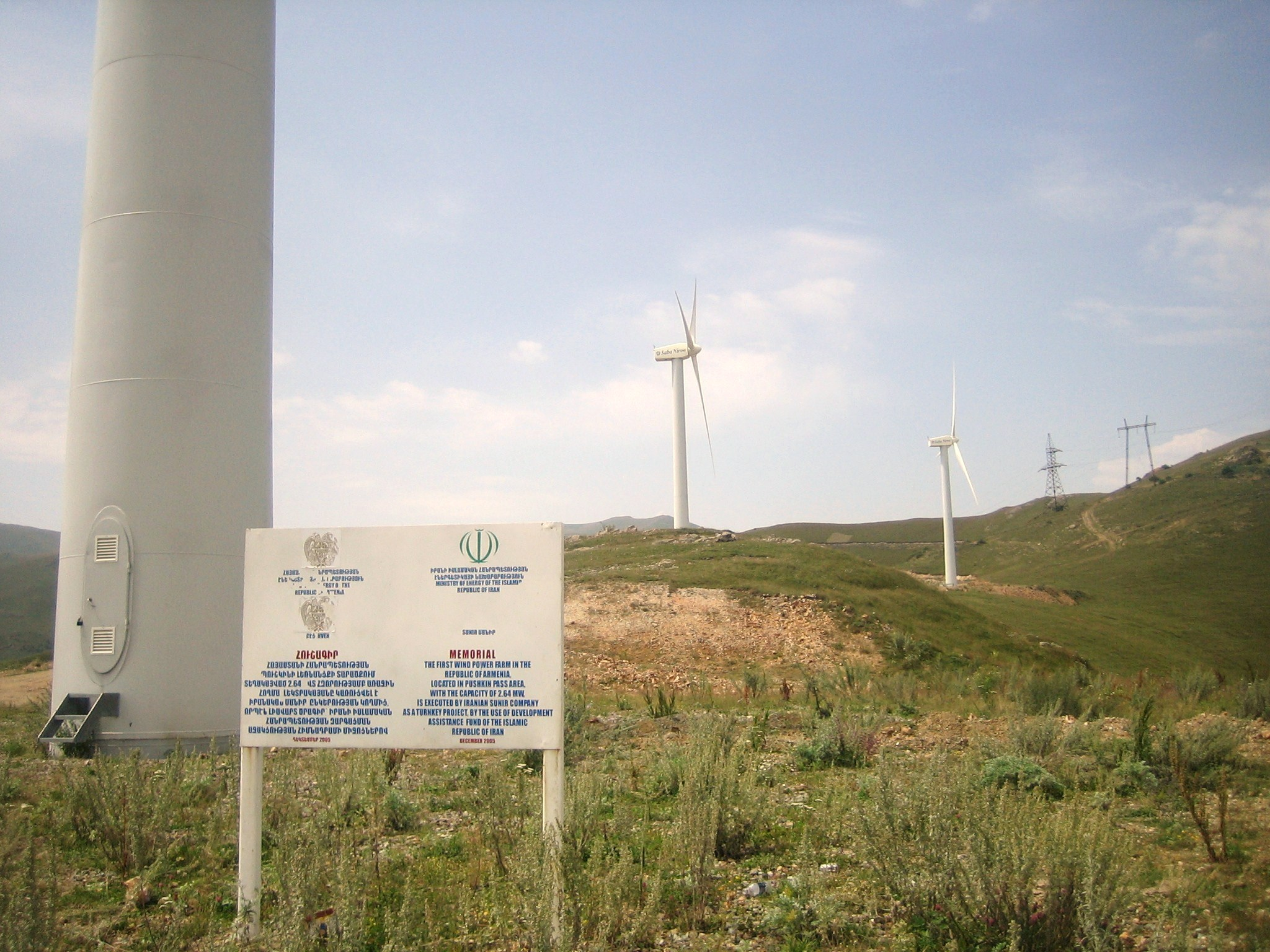
مزرعة بادى لورى في أرمينيا، والتي أُنشأة بتمويل من إيران
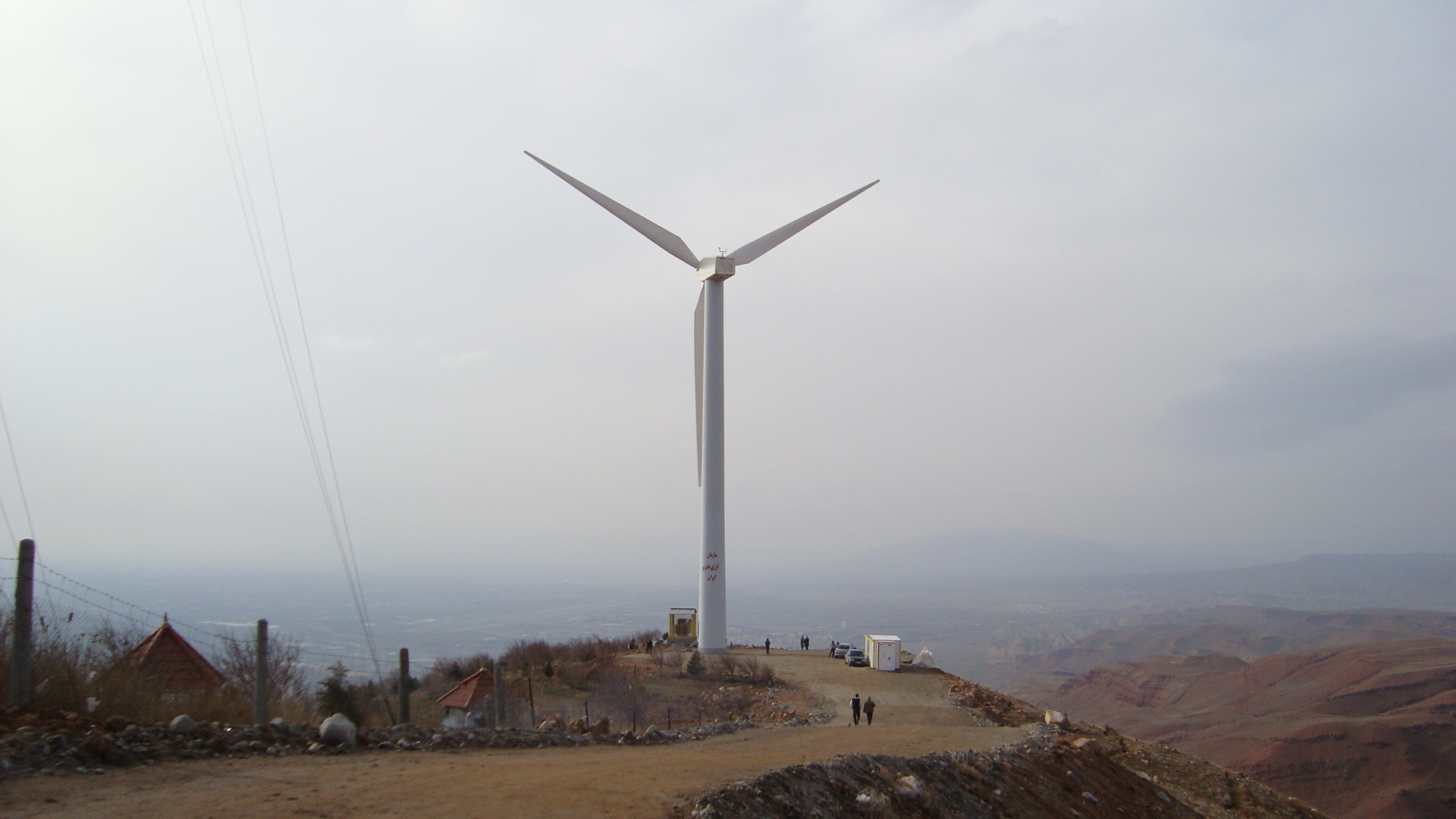
أحد توربينات الرياح في مدينة شيراز